# Lyman A. Mills
Lyman A. Mills, född 1841 i Middlefield i Connecticut, död 1929, var en amerikansk politiker som var viceguvernör i Connecticut från 1899 till 1901. Detta var under den tvååriga mandatperiod som George E. Lounsbury var guvernör.